# 禁灸穴
禁灸穴（きんきゅうけつ）とは、灸をすえてはいけない経穴のことである。
どの経穴を禁灸穴とするかについては諸説ある。
鍼灸大成には、禁灸穴を歌にした　【禁灸穴歌】の記載があり、以下の経穴が禁灸穴として挙げられている。
なお、現在使われている経穴名に変換してある。
```
瘂門、風府、
天柱
、承光、臨泣、頭維、絲竹空、攢竹、睛明、素髎、禾髎、

迎香
、顴髎、下関、
人迎
、天髎、天府、周栄、
淵腋
、
乳中
、
鳩尾
、腹哀、肩貞、

陽池
、中衝、
少商
、
魚際
、経渠、地五会、陽関、
脊中
、隠白、漏谷、
陰陵(泉)
、
条口、
犢鼻
、上陰市、伏兎、髀関、申脈、
委中
、
殷門
、
承扶
、
白環兪
、
心兪
```